# Borsonella agassizii
Borsonella agassizii é uma espécie de gastrópode do gênero Borsonella, pertencente a família Borsoniidae.